# Гутьеррес, Факундо
Кевин Факундо Гутьеррес (исп. Kevin Facundo Gutiérrez; родился 3 июня 1997, Ланус, Аргентина) — аргентинский футболист, полузащитник клуба «Дефенса и Хустисия».

## Клубная карьера
Гутьеррес — воспитанник клуба «Расинг» из Авельянеды. 3 декабря 2017 года в матче против «Нью Олд Бойз» он дебютировал в аргентинской Примере. Летом 2018 года Гутьеррес на правах игровой практики был арендован клубом «Химнасия Ла-Плата». 7 декабря в матче Кубка Аргентины против «Росарио Сентраль» он дебютировал за основной состав.
В начале 2019 года Гутьеррес был арендован «Годой-Крус». 3 февраля в матче против «Бока Хуниорс» он дебютировал за новый клуб.
В начале 2020 года Гутьеррес на правах аренды перешёл в «Росарио Сентраль». В матче Кубка аргентинской лиги против «Колона» он дебютировал за основной состав.